# 中美战略与经济对话

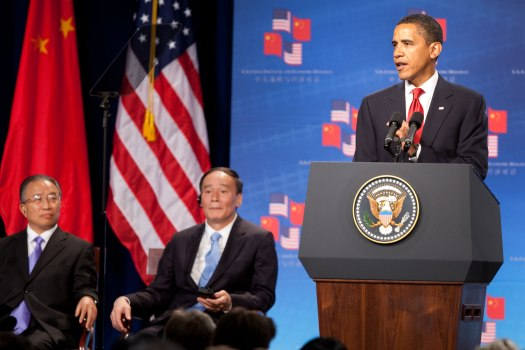
美国总统奥巴马（右）正在首轮中美战略与经济对话开幕式上发表讲话，旁听的分别是中国国家主席特别代表：国务院副总理王岐山（中）和国务委员戴秉国（左）

中美战略与经济对话是中華人民共和國和美利堅合眾國兩國間的定期高層對話機制，討論包括雙邊、地區和全球的安全與經濟議題。該對話機制是由中国国家主席胡锦涛和美国总统奥巴马2009年4月1日在伦敦会晤时一致同意建立的，取代原先的中美战略经济对话。首轮中美战略与经济对话于2009年7月27日开幕，次日闭幕。

## 各轮对话

### 首轮对话
2009年7月27日，首轮中美战略与经济对话在美国首都华盛顿的罗纳德·里根会堂开幕。首轮对话至7月28日。
王岐山（中国国家主席胡锦涛特别代表、国务院副总理）和戴秉国（国务委员），与希拉里·克林顿（美国总统奥巴马特别代表、国务卿）和提莫西·盖特纳（财政部长）共同主持对话。
双方主持人员如下：
| 中方： - 王岐山：中国国家主席胡锦涛特别代表、国务院副总理 - 戴秉国：中国国家主席胡锦涛特别代表、国务委员 | 美方： - 希拉里·克林顿：美国总统欧巴马特别代表、美国国务卿 - 蒂莫西·盖特纳：奥巴马特别代表、财政部长 |

本次对话议程为：
- 7月27日，在罗纳德·雷根会堂及国际贸易中心
  - 上午8:30：与会者“家庭照” 8：30AM
  - 上午9:00至10:00：中美战略经济对话开幕式
  - 下午1:30：经济主题会议（闭门）
- 7月28日，在美国财政部
  - 上午9:00：经济主题会议“家庭照”
  - 上午9:15：经济主题会议开幕
  - 下午4:15：中美战略经济对话闭幕声明
- 7月28日，中美双方新闻发布会，在艾森豪行政办公楼
  - 下午5:20：美方新闻发布会
  - 下午6:00：中方新闻发布会
  - 晚上7:00：美国财政部长提莫西·盖特纳在华盛顿丽·卡尔顿酒店举行的美中商会和国家委员会美中关系晚宴上发表讲话

#### 战略对话
战略对话（Strategic Track）由戴秉国（中国国家主席胡锦涛特别代表、国务委员）同希拉里·克林顿（美国总统奥巴马特别代表、美国国务卿）共同主持。

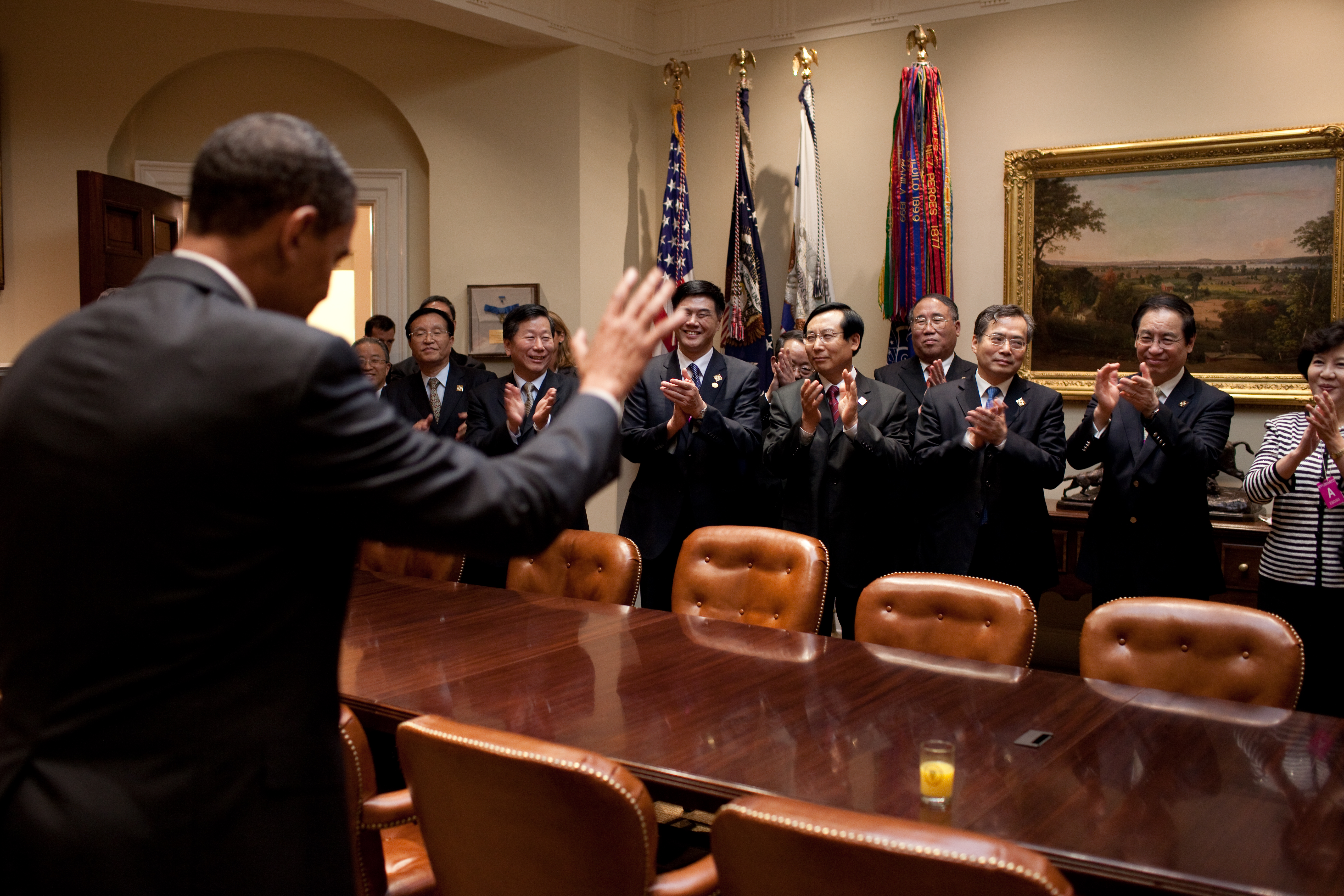
2009年對話後於白宮參訪

#### 经济对话
经济对话（Economic Track）由王岐山（中国国家主席胡锦涛特别代表、国务院副总理），提莫西·盖特纳（美国总统奥巴马特别代表、财政部长）共同主持。参加对话的两国人员有：
| 中方： - 王岐山：中国国家主席胡锦涛特别代表、国务院副总理 - 谢旭人：中华人民共和国财政部部长 - 周小川：中国人民银行行长 - 刘明康：中国银行业监督管理委员会主席 - 尚福林：中国证券监督管理委员会主席 - 周文重：中国驻美国大使 - 毕井泉：国务院副秘书长 - 何亚非：中华人民共和国外交部副部长 - 张晓强：中华人民共和国国家发展和改革委员会副主任 - 王晓初：中华人民共和国人力资源和社会保障部副部长 - 翁孟勇：中华人民共和国交通运输部副部长 - 牛盾：中华人民共和国农业部副部长 - 马秀红：中华人民共和国商务部副部长 - 尹力：中华人民共和国卫生部副部长 - 李克穆：中国保险监督管理委员会副主席 - 李若谷：中国进出口银行行长 | 美方： - 提莫西·盖特纳：美国总统奥巴马特别代表、财政部长 - 托马斯·维尔萨克：美国农业部部长 - 希尔达·索利斯：美国劳工部部长 - 雷蒙德·拉胡德：美国运输部部长 - 克里斯蒂娜·罗默：美国总统经济顾问委员会主席 - 彼得·奥斯泽格：美国行政管理和预算局主任 - 罗纳德·柯克：美国贸易代表 - 劳伦斯·萨默斯：美国国家经济委员会主席兼总统经济政策助理 - 本·伯南克：美国联邦储备委员会主席 - 希拉·拜尔：美国联邦存款保险公司主席 - 玛丽·夏皮罗：美国证券交易委员会主席 - 加里·金斯勒：美国商品期货交易委员会主席 - 弗雷德·霍奇伯格：美国出进口银行总裁 |

### 第二轮对话
2010年5月24日至5月25日，第二轮中美战略与经济对话在北京举行。
2010年5月24日，第二轮中美战略与经济对话在北京人民大会堂开幕。中国国家主席胡锦涛出席开幕式并发表重要讲话。美国总统奥巴马向开幕式致辞。中国国家主席胡锦涛特别代表、国务院副总理王岐山和国务委员戴秉国与奥巴马特别代表、美国国务卿希拉里·克林顿和财政部长蒂莫西·盖特纳共同主持对话。
双方主持人员如下：
| 中方： - 王岐山：中国国家主席胡锦涛特别代表、国务院副总理 - 戴秉国：中国国家主席胡锦涛特别代表、国务委员 | 美方： - 希拉里·克林顿：美国总统奥巴马特别代表、美国国务卿 - 蒂莫西·盖特纳：美国总统奥巴马特别代表、美国财政部长 |

#### 战略对话
战略对话由戴秉国（中国国家主席胡锦涛特别代表、国务委员）同希拉里·克林顿（美国总统奥巴马特别代表、国务卿）共同主持。

#### 经济对话
经济对话由王岐山（中国国家主席胡锦涛特别代表、国务院副总理）同蒂莫西·盖特纳（美国总统奥巴马特别代表、美国财政部长）共同主持。参加对话的两国人员有：
| 中方： - 王岐山：中国国家主席胡锦涛特别代表、国务院副总理 - 谢旭人：中华人民共和国财政部部长 - 张平：中华人民共和国国家发展和改革委员会主任 - 陈德铭：中华人民共和国商务部部长 - 陈竺：中华人民共和国卫生部部长 - 周小川：中国人民银行行长 - 王勇：中华人民共和国国家质量监督检验检疫总局局长 - 刘明康：中国银行业监督管理委员会主席 - 尚福林：中国证券监督管理委员会主席 - 吴定富：中国保险监督管理委员会主席 - 张业遂：中国驻美国大使 - 毕井泉：国务院副秘书长 - 刘鹤：中央财经领导小组办公室副主任 - 崔天凯：中华人民共和国外交部副部长 - 张晓强：中华人民共和国国家发展和改革委员会副主任 - 曹健林：中华人民共和国科技部副部长 - 娄勤俭：中华人民共和国工业和信息化部副部长 - 朱光耀：中华人民共和国财政部副部长 - 徐祖远：中华人民共和国交通运输部副部长 - 牛盾：中华人民共和国农业部副部长 - 易纲：中国人民银行副行长 - 孙毅彪：中华人民共和国海关总署副署长 - 袁曙宏：国务院法制办公室副主任 - 李若谷：中国进出口银行行长 | 美方： - 蒂莫西·盖特纳：美国总统奥巴马特别代表、美国财政部长 - 洪博培：美国驻华大使 - 骆家辉：美国商务部部长 - 凯瑟琳·西贝利厄斯：美国卫生与公众服务部部长 - 罗纳德·柯克：美国贸易代表 - 克里斯蒂娜·罗默：美国总统经济顾问委员会主席 - 约翰·霍尔德伦：美国白宫科技政策办公室主任 - 本·伯南克：美国联邦储备委员会主席 - 弗雷德·霍奇伯格：美国进出口银行总裁 - 希拉·拜尔：美国联邦存款保险公司主席 - 里欧卡蒂亚·扎克：美国贸易和发展署署长 - 理查德·纽厄尔：美国能源信息署署长 - 莱尔·布雷纳德：美国财政部负责国际事务的副部长 - 罗伯特·霍马茨：美国国务院负责经济、能源及农业事务的副国务卿 - 吉姆·米勒：美国农业部负责农场和农产品对外贸易的副部长 - 大卫·利普顿：美国总统国际经济事务特别助理兼美国国家安全委员会高级主任 - 桑德拉·波拉斯基：美国劳工部负责国际事务的副部长帮办 - 大卫·桑德罗：美国能源部负责政策及国际事务的助理部长 - 埃塞俄皮斯·塔法拉：美国证券交易委员会国际事务部主任 - 杰奎琳·梅萨：美国商品期货交易委员会国际事务部主任 - 苏珊·麦克德莫特：美国交通部助理部长帮办 - 肯尼斯·埃耶尔：美国司法部反托拉斯司执行经济主任 - 苏珊·沃斯：艾奥瓦州保险业监理专员 |

### 第三轮对话
2011年5月9日至5月10日，第三轮中美战略与经济对话在美国首都华盛顿举行。
中国国家主席胡锦涛特别代表王岐山（国务院副总理）和戴秉国（国务委员），与奥巴马特别代表希拉里·克林顿（国务卿）和蒂莫西·盖特纳（财政部长）共同主持对话。
在对话期间还举行了首次中美战略安全对话。
双方主持人员如下：
| 中方： - 王岐山：中国国家主席胡锦涛特别代表、国务院副总理 - 戴秉国：中国国家主席胡锦涛特别代表、国务委员 | 美方： - 希拉里·克林顿：美国总统奥巴马特别代表、国务卿 - 蒂莫西·盖特纳：美国总统奥巴马特别代表、财政部长 |

#### 经济对话
经济对话由王岐山（中国国家主席胡锦涛特别代表、国务院副总理）同蒂莫西·盖特纳（美国总统奥巴马特别代表、财政部长）共同主持。

#### 战略对话
战略对话由戴秉国（中国国家主席胡锦涛特别代表、国务委员）同希拉里·克林顿（美国总统奥巴马特别代表、国务卿）共同主持。

#### 其他
在对话期间还举行了首次中美战略安全对话。

### 第四轮对话
2012年5月3日至4日举行第四轮中美战略与经济对话。
中国国家主席胡锦涛特别代表戴秉国（国务委员）与美国总统奥巴马特别代表希拉里·克林顿（国务卿）共同主持了战略对话。

### 第五轮对话
2013年7月10日

### 第六轮对话
2014年7月9日

### 第七轮对话
2015年6月23日

### 第八轮对话
2016年6月6日